# Ehrenfried Walther von Tschirnhaus
Ehrenfried Walther von Tschirnhaus (tudi Tschirnhausen), nemški matematik, fizik, zdravnik, filozof in zdravnik, * 10. april 1651, Kieslingswalde (danes Sławnikowice, Poljska) pri Görlitzu, † 11. oktober 1708, Dresden, Nemčija.
Tschirnhau je izumitelj evropskega porcelana, izum, ki so ga dolgo časa prištevali Böttgerju.